# 池田和樹
池田 和樹（いけだ かずき、1997年〈平成9年〉1月6日 - ）は、日本の俳優、モデル。イギリス・ロンドン出身。2024年〈令和6年〉ミスター・ジャパン優勝。グリーンメディア所属。

## 出演

### CM
- メットライフアリコ（2012年 -2013年）
- ケイ・オプティコム mineo（2014年 - 2015年） - ミネオ 役
- 日本たばこ協会（2015年 - 2016年）
- 家庭教師のトライ（2015年 - 2016年）
- docomo iPhone（2016年）
- シック ハイドロ（2018年 - 2019年）
- Hoyu PROSTEPファッションカラー GF（2019年 - 2020年）
- 日清食品チルド 行列のできる店のラーメン（2021年 - 2022年）
- 本田技術研究所（2021年 - 2023年）
- セブンイレブン 九州フェア（2022年）
- CCJC リアルゴールド（2022年）
- ジョブハウス工場（2022年 - 2023年）
- 東京ガス IGNITURE（2024年 - ）
- PwCコンサルティング（2024年 - ）
- アサヒビール マルエフ（2024年 - ）
- 川崎競馬（2024年 - ）
- セブンイレブン セブンカフェ（2024年 - ）
- MOET&CHANDON（2024年 - ）
- テレ東BIZ（2024年 - ）
- アンファー スカルプD（2025年 - ）
- KAMUKURA（2025 - ）
- KARTE（2025 - ）

### テレビドラマ
- SICKS〜みんながみんな、何かの病気〜 第12話（2015年、テレビ東京）
- 無痛 第7話（2015年、フジテレビ）
- MARS ～ただ、君を愛してる～ 第9話（2016年3月20日、日本テレビ）
- 月曜名作劇場「警視庁機動捜査隊216」第6話（2016年、TBS） - 勝谷国明 役
- トモダチゲーム 第4話（2017年、テレビ神奈川） - クロキ 役
- ショカツの女 新宿西署 刑事課強行犯係 第13話（2017年、テレビ朝日） - キャッチの男 役
- 屋根裏の恋人 第2話（2017年6月10日、東海テレビ）
- 暇なJD・三田まゆ～今夜、私と“優勝”しませんか ～（2017年、テレビ朝日）
- 命売ります 第10話（2018年、BSジャパン、テレビ東京）
- 絶対零度～未然犯罪潜入捜査～ 第3話（2018年、フジテレビ）
- 3年A組-今から皆さんは、人質です- 第4話（2019年、日本テレビ）
- 神ちゅーんず 〜鳴らせ!DTM女子〜 第8話（2019年5月26日、朝日放送テレビ、テレビ朝日）
- 白衣の戦士! 第9話（2019年、日本テレビ）
- ボイス 110緊急指令室 第10話（2019年、日本テレビ）
- 白日の鴉2 （2020年、テレビ朝日）
- 七人の秘書 第5話（2020年、テレビ朝日）
- 演じ屋 第3話、第4話（2021年、WOWOW） - 芳崎徹也 役
- ナンバMG5 第10話（2022年、フジテレビ）
- 純愛ディソナンス 第9話（2022年、フジテレビ）
- NHK大河ドラマ「どうする家康」第16話 - 第22話（2023年、NHK） - 武田青年団 役
- モンスター 第2話（2024年、関西テレビ）
- 潜入兄妹 特殊詐欺特命捜査官 第1話（2024年、日本テレビ）
- 対岸の家事 第6話（2025年、TBS）
- なんで私が神説教 第6話（2025年、日本テレビ）

### Webドラマ
- 天目危機 第3話 - 第8話（2018年、中国ネットドラマ） - 鈴木安人 役
- 湘南純愛組! 第6話（2019年、Amazon）
- I am…23歳「KOKORO」（2023年、FOD） - 中西 役
- HEART ATTACK（2025年、FOD）
- 10分ドラマ 東京彼氏（2025年、YouTube）

### 映画
- MARS～ただ、君を愛してる～（2016年公開、監督：耶雲哉治）
- 人狼ゲーム プリズン・ブレイク（2016年公開、監督：綾部真弥） - 角海斗 役
- 闇金ウシジマくん the Final（2016年公開、監督：山口雅俊）
- 新宿スワン2（2017年公開、監督：園子温）
- ピーチガール（2017年公開、監督：神徳幸治）
- トモダチゲーム 劇場版Ⅰ（2017年公開、監督：永江二朗） - クロキ 役
- 君の膵臓をたべたい（2017年公開、監督：月川翔） - 池田誠 役
- 響 -HIBIKI-（2018年公開、監督：月川翔）
- 劇場版ファイナルファンタジーXIV 光のお父さん（2019年公開、監督：野口照夫）
- 演じ屋reDESIGN（2019年公開、監督：野口照夫） - 芳崎徹也 役
- HANNORA（2022年公開、監督：明石和之、東京神田ファンタスティックフィルムコンペティション（TKFFC2022）グランプリ受賞作品） - 中島光司 役
- 生きない（2023年公開、監督：蓮田キト） - エド・モリグチ 役
- 美男ペコパンと悪魔（2023年公開、監督：松田圭太）- 宮中伯 役
- 言えない秘密（2024年公開、監督：河合勇人）

### MV
- 電波少女 デイドリーマーA（2017年）
- LAID BACK OCEAN「音楽と旅人」（2021年）
- SUPER BEAVER「東京」（2022年）
- Laughing Hick 「女だから」（2023年）

### 舞台
- 絵馬に願ひを!～大神再臨祭～（2023年、Sound Horizon 7.5th or 8.5th Story Concert、東京国際フォーラム ホールA）
- ハイパープロジェクション演劇「 ハイキュー!!」（中国ツアー、全39公演、ネルケプランニング、集英社）- 澤村大地 役
  - 上海公演（2025年8月16日 - 8月24日予定、13公演、前灘31文化演藝中心大劇場）
  - 長沙公演（2025年8月29日 - 8月31日予定、5公演、梅溪湖国際文化藝術中心大劇院）
  - 成都公演 （2025年9月5日 - 9月7日予定、5公演、四川大劇院）
  - 武漢公演（2025年9月12日 - 9月14日予定、5公演、琴台大劇院）
  - 深圳公演（2025年9月19日 - 9月21日予定、5公演、深圳保利劇院）
  - 北京公演（2025年9月26日 - 9月30日予定、6公演、北京展覧館劇場）[4]